# Palla Strozzi
Palla Strozzi (* um 1373 in Florenz; † 8. Mai 1462 in Padua) war ein italienischer Kaufmann und Humanist.

## Leben
Palla gehörte der berühmten florentinischen Kaufmannsfamilie Strozzi an und interessierte sich für humanistische Studien. 1395 half er mit, Manuel Chrysoloras nach Florenz zu bringen, und lernte bei ihm anschließend Griechisch. Er war ein großer Sammler griechischer Manuskripte, machte sein Haus in Florenz zu einem Zentrum griechischer Studien und eröffnete die erste öffentliche Bibliothek der Stadt. Als Cosimo de’ Medici aus seiner Verbannung zurückkehrte, wurde Strozzi als Anhänger der unterlegenen Seite vertrieben (1434).
Strozzi lebte bis zu seinem Lebensende in Padua, wo er weiter humanistische Vorhaben unterstützte. Er wurde in der Kirche Santa Maria di Betlemme beigesetzt, in der auch seine erste Ehefrau Maria beerdigt worden war.